# Bet Cherut
Bet Cherut (hebr.: בית חרות) – moszaw położony w samorządzie regionu Emek Chefer, w Dystrykcie Centralnym, w Izraelu.
Leży na równinie Szaron na północ od miasta Netanja, w otoczeniu moszawów Bet Jannaj, Kefar Witkin i Bitan Aharon.

## Historia
Moszaw został założony w nocy z 27 na 28 sierpnia 1932 przez żydowskich imigrantów ze Stanów Zjednoczonych. Początkowo nazywał się Cherut Amerika Bet, natomiast moszaw Cherut nazywał się wówczas Cherut Amerika Alef. Był również moszaw Cherut Amerika Gimel, który obecnie nazywa się Hadar Am. Nazwa wywodziła się od prawicowej organizacji politycznej Herut, która wspierała żydowskich osadników w Mandacie Palestyny.

## Kultura
Lokalny filmowiec Eran Preis nakręcił dokumentalny film „Bet Herut: The End of the Beginning”, w którym pokazał początek moszawu oraz jego stopniowy upadek ekonomiczny.

## Gospodarka
Gospodarka moszawu opiera się na intensywnym rolnictwie, sadownictwie i turystyce.

## Osoby związane z moszawem
- Penina B. Becher - pianistka[2].

## Komunikacja
Przy moszawie przebiega droga nr 5710 , którą jadąc w kierunku południowym dojeżdża się do moszawu Bitan Aharon, wioski Bat Chen oraz węzła drogowego z  autostradą nr 2  (Tel Awiw-Hajfa), natomiast jadąc w kierunku północno-wschodnim dojeżdża się do moszawu Kefar Witkin, a następnie na wschód do skrzyżowania z drogą ekspresową nr 4  (Netiw ha-Asara-Kefar Rosz ha-Nikra). Drogą nr 5720  można dojechać w kierunku zachodnim do węzła drogowego z autostradą nr 2.